# Vai Quem Quer
Vai Quem Quer é uma escola de samba de Estarreja, Portugal.
A escola é uma das mais tradicionais do Carnaval de Portugal, tendo sido campeã por 13 vezes no Carnaval de Estarreja e vencendo o  Troféu Nacional de Samba em 4 ocasiões 2008, 2009, 2017 e 2018

Seu integrante mais conhecido é o compositor e intérprete Nuno Bastos, que já fez shows no Brasil e é parceiro musical do goleiro e também músico Helton.

## Segmentos

### Presidentes
| Nome          | Mandato    | Ref.  |
| ------------- | ---------- | ----- |
| Victor Bastos | ? - 2019   | [ 4 ] |
| Nuno Pinho    | 2020-Atual |       |

### Intérpretes
| Nome        | Mandato        | Ref.  |
| ----------- | -------------- | ----- |
| Nuno Bastos | ? - Atualmente | [ 5 ] |

## Carnavais
| Ano  | Colocação                     | Enredo                                       | Carnavalesco                              | Ref.          |
| ---- | ----------------------------- | -------------------------------------------- | ----------------------------------------- | ------------- |
| 2011 | Vice-campeã (Estarreja)       | África Compositor: Nuno Bastos               | Nuno Sardine                              | [ 6 ]         |
| 2012 | Vice-campeã (Estarreja)       | Viva Elvis Compositor: Andre Bastos          | Juan Rodriguez                            | [ 7 ]         |
| 2013 | Campeã (Estarreja)            | Era uma Vez... Compositor: Nuno Bastos       | Nuno Sardine                              | [ 8 ]         |
| 2014 | Campeã (Estarreja)            | Super Heróis Compositor: Nuno Bastos         | Nuno Sardine, Joana Miranda e Rui Marques | [ 9 ]         |
| 2015 | Campeã (Estarreja)            | Experimente o Futuro Compositor: Nuno Bastos | Nuno Sardine e Juan Rodriguez             | [ 10 ] [ 11 ] |
| 2016 | Vice-campeã (Estarreja)       | Game Over, try again Compositor: Nuno Bastos | Nuno Sardine e Juan Rodriguez             | [ 12 ]        |
| 2017 | Campeã (Estarreja e Nacional) | Ilhas Compositor: Nuno Bastos                | Juan Rodriguez                            | [ 13 ]        |
| 2018 | Campeã (Estarreja e Nacional) | Uhmmmm! Que delícia!                         | Juan Rodriguez                            | [ 14 ]        |
| 2019 | Vice-campeã (Estarreja)       | Em busca de aventuras                        | Juan Rodriguez                            |               |
| 2020 | Campeã (Estarreja)            | Feito por medida Compositor:Nuno Bastos      | Juan Rodriguez                            | [ 15 ] [ 5 ]  |
|      |                               |                                              |                                           |               |